# Екваторіальна система координат

Екваторіальна система координат

Екваторіа́льна систе́ма координа́т — одна з систем небесних координат. У цій системі основною площиною є площина небесного екватора. Однією з координат при цьому є схилення δ (рідше — полярна відстань p).
Іншою координатою може бути:
- або годинний кут t (у першій екваторіальній системі координат)
- або пряме піднесення α (у другій екваторіальній системі координат)

## Перша екваторіальна система координат
- Схиленням δ світила називається дуга небесного меридіану від небесного екватора до світила, або кут між площиною небесного екватора та напрямком на світило.

Схилення відраховують в межах від 0° до +90° до північного полюсу світу та від 0° до −90° до південного полюсу світу.
- Полярною відстанню p світила називається дуга кола схилення від північного полюсу світу до світила, або кут між віссю світу й напрямком на світило.

Полярні відстані відраховують в межах від 0° до 180° від північного полюсу світу до південного.
- Годинним кутом t світила називається дуга небесного екватора від верхньої точки небесного екватора (тобто точки перетину небесного екватора з небесним меридіаном) до кола схилення світила, або двохгранний кут між площиною небесного меридіана і колом схилення світила.

Годинні кути відраховують у бік добового обертання небесної сфери, тобто на захід від верхньої точки небесного екватора, в межах від 0° до 360° (в градусній мірі) або від 0h до 24h (в годинній мірі). Іноді годинні кути відраховують у межах від 0° до +180° (від 0h до +12h) на захід та від 0° до −180° (від 0h до −12h) на схід.

## Друга екваторіальна система координат
У цій системі, як і в першій екваторіальній, основною площиною є площина небесного екватора, а однією з координат при цьому є схилення (δ) (рідше — полярна відстань p).
Друга координата — пряме піднесення (α). — вимірює кут «схід-захід» вздовж екватора. Початок відліку розташовано в точці, де Сонце перетинає небесний екватор весною (точка весняного рівнодення).
- Прямим піднесенням α світила називається дуга небесного екватора від точки весняного рівнодення до кола схилення світила, або кут між напрямком на точку весняного рівнодення та площиною кола схилення світила.

Прямі піднесення відлічують у бік, протилежний добовому обертанню небесної сфери, у межах від 0° до 360° (у градусній мірі) або від 0h до 24h (у годинній мірі).

## Загальні характеристики
- Схилення вимірюється в градусах, мінутах та секундах дуги. Додатній напрямок спрямований на північ від небесного екватора, від'ємний — на південь. У схилення необхідно вказувати знак.
- Об'єкт на небесному екваторі має схилення 0°
- Схилення північного полюса небесної сфери дорівнює +90°
- Схилення південного полюса дорівнює -90°
- Схилення небесного об'єкта, який проходить через зеніт, дорівнює широті спостерігача.

У північній півкулі Землі для заданої широти φ:
- небесні об'єкти зі схиленням δ > 90°-φ не заходять за горизонт.
- якщо схилення об'єкта δ < φ-90° , то такий об'єкт не буде спостерігатися на цій широті.

Оскільки розташування площини небесного екватора внаслідок прецесії поступово змінюється, то для екваторіальної системи координат завжди вказують епоху, що визначає точне розташування основної площини та, відповідно, напрям на точку весняного рівнодення.